# Никульское (городской округ Мытищи)
Нику́льское — деревня в городском округе Мытищи Московской области. Население — 86 чел. (2010). 1994—2006 гг. — деревня Жостовского сельского округа, 2006—2015 гг. — деревня городского поселения Пироговский.

## История
XVI—XIX вв.
Согласно описаниям историка Ю.А.Князева, история Никульского начинается с XVI века. Изначально называлось Микульским.
Первоначально земли принадлежали боярину Ф.М.Троекурову, а также долгое время роду Камышевых.
XIX век
В начале XIX века земли Микульского (Никульского) перешли во владение В.П.Голицына. К середине XIX века это было большое село в 26 крестьянских дворов.
Ранее располагалось на берегу реки Учи. Село славилось своим кирпичным храмом во имя Святого Николая. Престольный праздник — 2 октября — день памяти Ярославских чудотворцев, благоверных князей Феодора Смоленского (1299 год) и чад его Давида (1321 год) и Константина. Здесь также были чулочная фабрика и чайная.
XX век
При строительстве канала Москва — Волга часть Никульского и церковь были затоплены, жители переехали в соседние деревни, исчезли чайная и фабрика.

## Население
| 1646 | 1678 | 1852 | 1859 | 1890 | 1899 | 1926 |
| ---- | ---- | ---- | ---- | ---- | ---- | ---- |
| 62   | ↗127 | ↗200 | ↗237 | ↗274 | ↗325 | ↗485 |
| 2002 | 2010 |      |      |      |      |      |
| ↘70  | ↗86  |      |      |      |      |      |

## Достопримечательности
В сентябре 2018 года в окрестностях деревни Никульское на берегу Пяловского водохранилища открыт памятник атомной подводной лодке К-19.